# Бела рада
Бела рада, красуљак, петровац, тратинчица или белка (лат. Bellis perennis) је вишегодишња зељаста украсна и лековита биљка из породице главочика (Asteraceae), која се често сматра архетипском врстом тог имена. Остали народни називи су: трачаница, трајни красуљак, катаринчица, искрица, крсница, бехар и дрница. Њој сродне врсте су и шумска тратинчица (Bellis silvestris Cyr.) и једногодишња тратинчица (Bellis annua L.). По белој ради је град Бијело Поље у Црној Гори добио име, јер је некада цело поље на коме се сада налази град изгледало бело у пролеће када се посматрало са околних брда, јер је поље било прекривено белом радом.
Многе сродне биљке такође дијеле исто име, тако да разликовање ове врсте од других тратинчица није једноставно. Понекад се квалификује као обична или ливадска тратинчица. Историјски, такође је позната као трава за модрице и понекад трава за ране (иако је заједнички назив траве за ране сада уже повезан родом Stachys (ранске траве)). Bellis perennis је пореклом из западне, средње и северне Европе, али широко натурализирана и у већини регија са умереном климом, укључујући и Америке, и Аустралазију.

## Опис биљке
Стапка (скапус) је са једном главицом и без листова. При врху је задебљао и са прилеглим длакама. Висине је од 5 до 15 cm. Листови су у розети, лопатичасти до објајасти, нагло се сужавају у широку дршку. По рубу су слабо назубљени или тестерасти. Могу имати кратке длаке или су голи. Цветови образују цвасти главице пречника 1—2 cm. Инволукрум је полулоптаст, са елиптичним или дугуљастим листићима поређаним у два реда, који су тупи и длакави. Дискус широк 4—5 mm, са многобројним двополним цветовима, цевастог изгледа и жуте боје. Цветови на ободу су женски, језичасти, а боја им може бити ружичаста до сасвим црвена, а често су и бели. Цвета читаве године, од раног пролећа до зиме. Рошка (ахенија) је дуга до 1,5 mm, објајаста, са стране спљоштена, глатка и без папуса.

## Ареал
Природни ареал ове биљке обухвата Европу, Малу Азију, Сирију и Мадеиру, а унесена је и у Северну Америку и на Нови Зеланд. Припада субатлантско-субмедитеранском флорном елементу.

## Станиште
Насељава утрине, ливаде и пашњаке низијског, брдског и горског појаса, мада је најбројнија у долинама. Има је и у парковима градских насеља. Расте до надморске висине од 1.800 m.
Ова врста уобичајено колонизује травњаке, те ју је тешко искоренити кошњом — стога и појам „травњачка” (тратинска). Где год се појави, сматра се често инвазивним коровом.

## Значај
Ова биљка је лековита и садржи сапонине, горке супстанце, етерична уља и танине, а користи се за припремање чаја за лечење дисајних органа (против кашља, астме итд.). Такође је и медоносна биљка. Људи су произвели форму hortensis, која се користи као украсна биљка широм света.
Може се користити и у исхрани: од искључиво младих листова се прави салата, а у Немачкој се тврди и зелени пупољци маринирају и употребљавају уместо капра. Отворени цветови су такође јестиви.

## Култивација
обично цвета од раног пролећа до средњег лета (на вишим планинама и до јесени). Уз висибабу, љубичицу и још неке, су први пролетни цветови. Када се гаје под идеалним условима, имају веома дугу сезону цватње па чак помало цветају и у средини благих зима.
Генерално, узгаја се на минималним температурама изнад °C, са пуно сунца и делимичној сенци или без одржавања. Нема познатог инсеката или болести који би изазвали озбиљне проблеме и генерално се могу узгајати у добро исушеном тлу. Биљке се могу размножавати семеном (генеративно) након задњег мраза или поделом (вегетативно) након цватње. Иако инвазивна врста, још увек се сматра вредном за покровност у баштама, за одређене поставке. На прим ер, као део украсних леја око кућа викендица, као и на пролетним ливадама, где је пожељно ниског раста и бираних култиварских боја, паралелно с минималном негом и одржавањем. Ту у гомилама помаже искључивање штетних корова који су успостављени и натурализирани.
Постоје бројни култивари са једноструким и двоструким цветићима, производећи равне или сферне цвасти у свим величинама (1—6  ) и бојама (црвена, роза, бела, шарена). Углавном узгајају се из семена, као двогодишња хортикултурна биљка. Такође могу се купити као хортикултурни јастучићи или умеци у пролеће. Култивари различитих серија и комбинација украсних детаља могу се набавити у свим солидним расадницима украсних биљака.

## Етимологија
На латинском језику Bellis значи „лепа”, а perennis — „вечна”. Енглеско име дејзи потиче од речи day — „дан” и eye — „око”, јер се ноћу глава потпуно затвара, а ујутро отвара. Чосер ју је назвао око дана. У средњем веку Bellis perennis или на енглеском daisy била је позната као Мери Роуз. У многим деловима света сматра се цветом деце и невиности.

## Употреба

### Кулинарство
Ова биљка може се користити као потхерба. Млади листови се могу јести сирови у салатама или кувани, уз напомену да је лишће постаје све жилавије са старошћу. Цветни пупољци и латице се могу јести сирови у сендвичима, супама и салатама, а такође се користи као чај и витамински додатак.

### Биљна медицина
има астрингентна (стежућа) својства и може се употребљавати као биљни лек. У старом Риму, хирурзи који су пратили легије у борбу наређивали су робовима да наберу вреће пуне фатимице за цеђење сока; отуда порекло научног назива ове биљке (вечна) на латинском. Завоји су натапани овим соком који је употребљаван за лечење рана од мачева и копаља.
Bellis perennis се употребљава и у хомеопатији за лечење рана након одређених хируршких поступака, као и тупих озледа код животиња. Типски, кад намене за употребу у хомеопатију, биљка се бере док је у цвету.
Цветови Bellis perennis, у традицијској аустријској медицини интерно су се узимали као чај (или лишће као салату), за лечење поремећаја гастроинтестиналног и респираторног тракта.

### Остала употреба
Тратинчица се користи и за израду специјалних ланаца низалица, који служе у дечијим играма.
- Bellis perennis u slikarstvu
- Фатимице (Daisies, William-Adolphe Bouguereau, 1894.)
- Венац фатимица (The daisy chain, Maude Goodman, 1936.)

## Галерија
- Цваст главица
- Цевасти (2) и језичасти(1) цветови
- Кућна мува на
- Поглед изблиза